# グリゴリー・オルジョニキーゼ

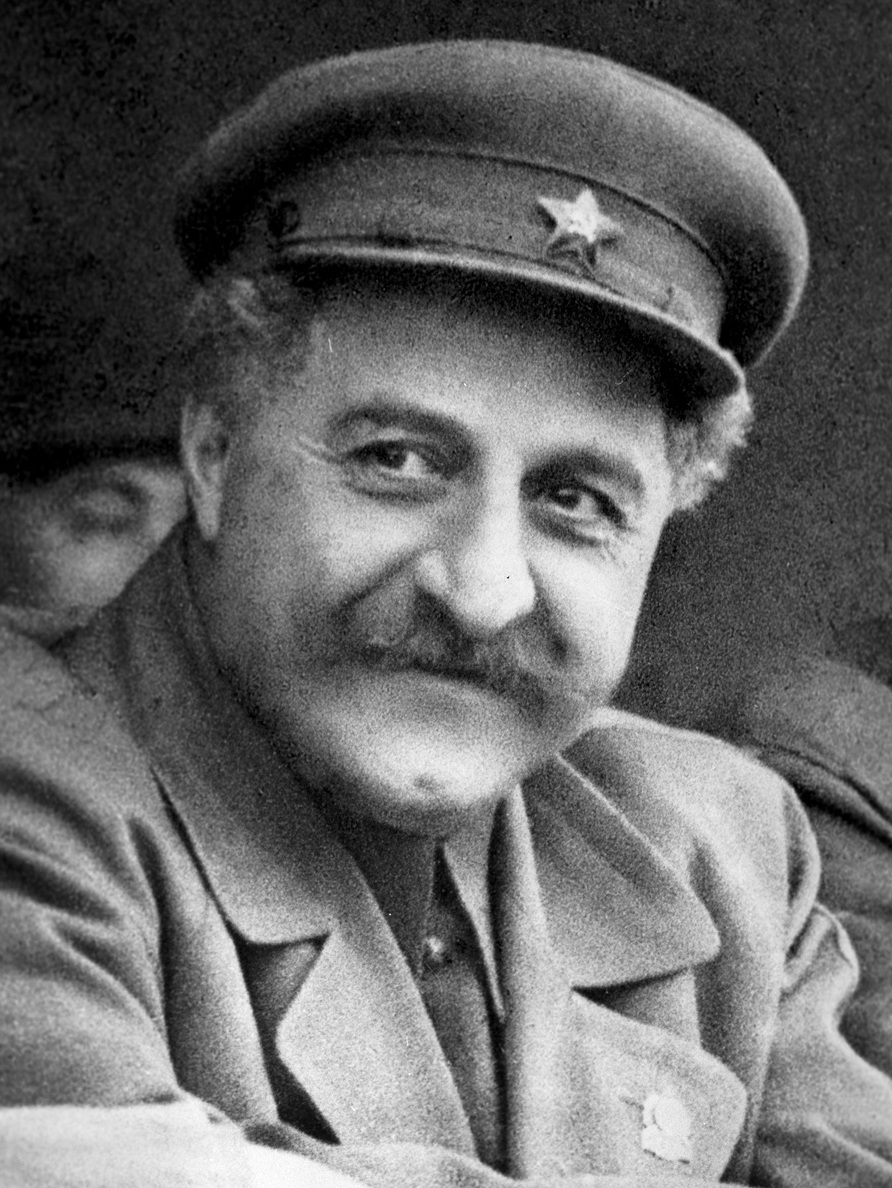
制服姿のオルジョニキーゼ（1936年）

グリゴリー・コンスタンティノヴィチ・オルジョニキーゼ（グルジア語: გრიგოლ ორჯონიკიძე, ロシア語: Григо́рий Константи́нович Орджоники́дзе, 1886年10月24日 - 1937年2月18日）は、ロシアの革命家、ソビエト連邦の政治家。ソ連共産党政治局員で、スターリンとは革命時代からの親友であり、オルジョニキーゼ、スターリン、ミコヤンは、「カフカース派」と呼ばれるグループを構成していた。スターリンが最高指導者になった後もスターリンに対して革命時代の愛称「コーバ」を使うことの許された人物。「セルゴ」の名で活動していたため、一般には「セルゴ・オルジョニキーゼ」（სერგო ორჯონიკიძე、Серго Орджоникидзе）の名で知られている。日本語訳ではオルジョニキゼ、オルジョニキッゼなどとも。

## 生涯

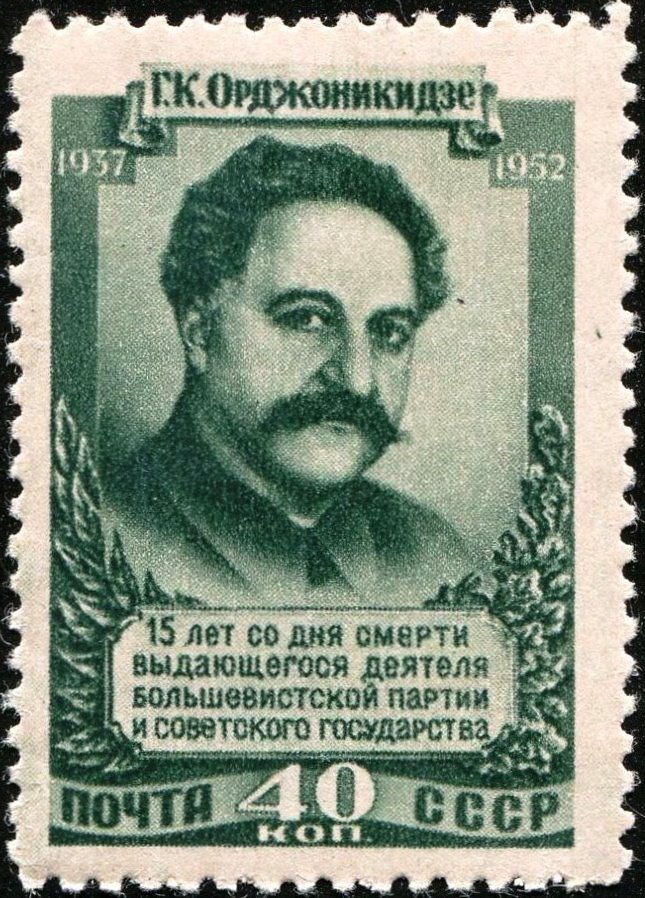
オルジョニキーゼの肖像が印刷された1952年発行のソ連の切手

グルジア西部のハラガウリで生まれ、1903年から過激グループに関わるようになり、そしてティフリスのミハイロフ病院医療学校を医師として卒業した後に、武器の運び屋として逮捕された。彼は釈放されるとドイツ帝国に向かったが、1907年にはロシア帝国に帰国して、バクーに移住し、そこにおいて彼はヨシフ・スターリン等とともに活動した。セルゴは 多数派党の任務としてイラン立憲革命に参加し、しばらくの間（1909年頃）はテヘランに滞在した。
彼はロシア社会民主労働党の党員であるとして逮捕され、シベリアに追放されたが、3年後にはどうにか脱出した。1912年4月、彼はスターリンとともにサンクトペテルブルクに帰還したが、再び逮捕され、3年間の重労働の刑を科せられた。ロシア内戦の最中、彼はウクライナの政治委員となり、カフカースにおける闘争の一翼を担った。また彼はその地において、後に、 アルメニアなどの国々におけるソビエト政権の樹立を支援した。1921年、彼はグルジア民主共和国に対する赤軍の侵攻 (Red Army invasion of Georgia) を指導し、グルジア社会主義ソビエト共和国の樹立に役割を果たした。その後、彼はロシア共和国からグルジアの自治を求める動きを弾圧し、これにより、1922年のグルジア問題に関わる主要人物の一人となった。
1926年、オルジョニキーゼは政治局員に選出されたが、しかし経済関係の官僚の粛清が進むと共にスターリンは彼の忠誠を疑問視するようになっていた。遂には実弟のパヴェルまでもが逮捕・処刑されるまでに至り、1937年2月18日に遺体で発見された。公式では心臓発作による急死とされたが、フルシチョフの回想録によれば、死の前夜にオルジョニキーゼがアナスタス・ミコヤン（カフカース・グループの仲間）に対し、「スターリンが党に対して行っていることを許せないが、もうこれ以上それと闘う力を持たない」と打ち明けていた。他にも夫人やその他多くの関係者が彼の自殺を証言している。
ソ連時代、ウラジカフカスのように、いくつかの都市が、彼にちなんで「オルジョニキーゼ」と改名された。